# Aeromachus catocyanea
Aeromachus catocyanea är en fjärilsart som beskrevs av Paul Mabille 1876. Aeromachus catocyanea ingår i släktet Aeromachus och familjen tjockhuvuden. Inga underarter finns listade i Catalogue of Life.